# Argus As II
Le moteur Argus As II fut utilisé pour propulser certains chasseurs allemands de la Première Guerre mondiale,.
Il s'agissait d'un moteur en ligne de 6 cylindres rassemblés par paires et refroidis par eau.

## Applications
- Albatros B.II[1]
- Häfeli DH-1[3]
- Häfeli DH-2
- Häfeli DH-3[2]
- Halberstadt D.II[1]
- Wild WT-1
- Wild "Spezial"